# Juan Huarte de San Juan

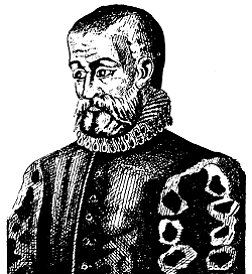
Juan Huarte de San Juan

Juan Huarte de San Juan (pol. Juan Huarte z San Juan) (1529–1588) – hiszpański lekarz. Znany jest przede wszystkim jako autor dzieła naukowego Examen de Ingenios z 1575 r. poświęconego różnicom indywidualnym występującym pomiędzy ludźmi.
Dzieło miało charakter prekursorski i dotyczyło zagadnień, które przez środowisko naukowe zaczęły być badane w sposób systematyczny dopiero w XIX wieku. Przykładowo, psychologia różnic indywidualnych jako subdyscyplina psychologii powstała za sprawą Williama Sterna na przełomie XIX i XX wieku.